# 聴覚障害者用屋内信号装置
聴覚障害者用屋内信号装置（ちょうかくしょうがいしゃようおくないしんごうそうち）とは、音が聞こえない者に対して日常生活の物音を光や振動に変えて知らせる機器である。

## 作動時の主な動作
- キセノンランプ（物音がした際に強い光を発して点滅）
- ブザー（大きな音が鳴動）
- バイブレータ（機器が振動）
- 表示部（絵や文字が表示されたりLEDが点灯して何の物音なのかを知らせる）

## 日本における購入補助制度
日本においては、聴覚障害者用屋内信号装置のうち厚生労働省が指定したものは購入補助の対象となる。
昭和24年以後身体障害者福祉法に基づき、また、平成18年の障害者自立支援法施行後はこれに基づいて、各市町村の日常生活用具給付等事業の対象として、給付対象者の収入に応じた補助がおこなわれている。聴覚障害2級の身体障害者手帳保持者は、居住市区町村の福祉課に支給を申請し、給付が決定すれば、補助が受けられる。
現行の給付限度額は87400円である。
| 生活保護を受けている世帯       | 無償                     |
| 世帯の住民税が10万円未満の世帯 | 見積価格の10％を自己負担 |
| 世帯の住民税が20万円未満の世帯 | 見積価格の20％を自己負担 |
| 世帯の住民税が20万円以上の世帯 | 全額自己負担             |